# Lunatic at Large
Pour les articles homonymes, voir Lunatic (homonymie).
Lunatic at Large est un projet de film destiné au réalisateur Stanley Kubrick dont l'auteur américain de romans policiers Jim Thompson avait signé un traitement de plusieurs pages dans les années 1950. Ce traitement n'a cependant jamais abouti à un scénario du vivant de Stanley Kubrick.

## Le projet
Le projet a été abandonné et le manuscrit s'est perdu. Le film n'a jamais été réalisé durant la vie de Kubrick ou de Thompson.
Le 1er novembre 2006, Philip Hobbs (ex-époux de la belle-fille de Stanley Kubrick, Katharina Kubrick) a annoncé que le manuscrit de Lunatic at Large avait été retrouvé et que Chris Palmer était pressenti pour la réalisation du film, après que Stephen Clarke a écrit un scénario complet de 92 pages basé sur le traitement de Jim Thompson.
En juillet 2020, le réalisateur Terry Gilliam révèle qu'il était en préparation du film (avec Benicio Del Toro, Matthias Schoenaerts et Lily-Rose Depp au casting) avant que la pandémie de Covid-19 ne contrecarre ses plans.
En février 2021, les producteurs Gale Walker et Bruce Hendricks révèlent avoir acheté les droits d'exploitation du scénario et annoncent un tournage pour l'automne de la même année. Ils ne donnent alors pas les noms de l'équipe créative potentielle qui serait chargée de réaliser le projet.